# Yaylagünü, Ovacık
Yaylagünü là một xã thuộc huyện Ovacık, tỉnh Tunceli, Thổ Nhĩ Kỳ. Dân số thời điểm năm 2010 là 96 người.